# Metophthalmus rectangulatus
Metophthalmus rectangulatus là một loài bọ cánh cứng trong họ Latridiidae. Loài này được Andrews miêu tả khoa học năm 1994.